# جزء عم
جزء عمّ هو الجزء الثلاثون والأخير في القرآن. 
| → جزء عم            | → جزء عم |
| ------------------- | -------- |
| الترتيب في القرآن   | ٣٠       |
| عدد السور           | ٣٧       |
| عدد الآيات          | ٥٦٤      |
| عدد الكلمات         | ٢٤٢٣     |
| بوابة القرآن الكريم |          |

سمي بذلك؛ لأنه يبدأ بسورة النبأ التي تبتدئ بكلمة (عَمَّ).
يحتوي على 37 سورة، وهي من السور القصيرة، والمحور الرئيسي لهذه السور وللجزء بشكل عام هو أن الآخرة لله تعالى، و يا أيها الإنسان كن موصولًا بربك، طائعًا لله تعالى؛ لأن الأمر كلَّه بيد الله، وهذا الجزءُ يُذكّرُ بالآخرة وبالمعاد، وبلقاء الله عز وجلّ، وقدرته تعالى في الكون، وكل هذا يأتي في سورٍ قصيرةٍ مؤثرةٍ ورقيقة.
نلاحظ أن هذا الجزء احتوى سورتي العلق والنصر أما الأولى: فهي إيذانٌ ببدء الرسالة والدعوة ﴿اقْرَأْ بِاسْمِ رَبِّكَ الَّذِي خَلَقَ ۝١﴾ والثانية -أي سورة النصر-: هي سورة نهاية الرسالة ونعي الرسول صلى الله عليه وسلم.
وهكذا هي سورُ الجزءِ الثلاثين من القرآن كأنما كلُّ سورةٍ فيه تُلخِّص هدفًا من الأهداف التي وردت في الأجزاء التسعة والعشرين السابقة، مع تذكرة بالآخرة، وبلقاء الله تعالى حتى لا ينسى أحدُنا أنَّ تطبيق هذا المنهج فريضةٌ على المسلمين، وأنهم سوف يُحاسبون على هذا يومَ القيامة، يومَ يقف الناس بين يدي الله تعالى للحساب على ما قدّموهُ لهذا الدين ونصرته، وما عملوا من أعمالٍ في حياتهم الدنيا، وما طبّقوه من تعاليم هذا الدين، وتشريعه، وأخلاقه في حياتهم، وفي تعاملهم مع غيرهم من الناس.

## سورة النبأ
هي سورةٌ مكيّةٌ ، وسُمِّيت النبأ؛ لأن فيها الخبر الهام عن القيامة والبعث والنشور، وتدور آياتها حول إثبات عقيدة البعث التي أنكرها المشركون. وقد أخبرت الآيات عن موضوع القيامة، والبعث والجزاء، وأقامت الدلائل على قدرة الله تعالى في الكون، وأن القادر على خلق هذا الكون بما فيه قادر على إعادة خلق الإنسان بعد موته. وذكرت البعث وجهنّم التي أُعِدَّت للكافرين، وما فيها من أنواع العذاب المهين للكفار والمشركين. وفي مقابل هذا، جاء وصف ما أعدّه الله تعالى للمتقين، وهذا أسلوب الترغيب والترهيب الذي كثيرًا ما نجده في الآيات والسور. ثم ختمت السورة بالحديث عن أهوال يوم القيامة.

## سورة النازعات
سورة مكيّة تتحدث آياتها عن القيامة وأهوالها والساعة وعن مآل المتقين ومآل المجرمين. ويتناسب مع الآيات ذكر قصة موسى مع فرعون الطاغية الذي تجبّر وتكبّر وادعى الألوهية ، وكيف كان عقابه الذي هو عقاب كل متكبر جبّار في الأرض ، وفي القصة عبرةٌ لمشركي مكة الذين طغوا وتمردوا على الرسول فذكّرهم الله بأنهم أضعف من كثير من مخلوقات الله في الكون. وختمت السورة بالحديث عن الساعة الذي أنكره المشركون وكذّبوا به ، وما علم الساعة إلا لله تعالى وما على الرسول إلا أن يُنذِرَ الناسَ فقط . وختام السورة يأتي مناسباً للقسم في أولها من إثبات البعث والشر كأنه الدليل على مجيء القيامة والساعة.

## سورة عبس
سورة مكيّة وفيها تتحدث الآيات عن دلائل القدرة والوحدانية في الخلق كلِّه والقيامة وأهوالها. وهذه السورة نزلت بعد حادثة عبد الله ابنِ أمِّ مكتوم الأعمى الذي أعرض عنه الرسول؛ لأنه كان منشغلاً مع كبراء قريش لعلهم يسلمون ويسلم معهم من يتبعهم، وهذا الفعل لم يَقصد به النبيُّ أيَّ انحيازٍ طبقي بين الغني والفقير؛ لكنه ظنّ أن الغني سيكون مؤثراً في الدعوة إن أسلم أكثر من الأعمى الفقير، وأنه سيفيد الإسلام أكثر، فجاء الرد من الله تعالى بأن الدعوة لابدَّ وأن تكون شاملة للغني والفقير على حد سواء، وهذه دعوة عامة للناس جميعاً بعدم الاهتمام بالمظاهر المادية للناس فالله تعالى أعلم بالسرائر وأعلم من ينصر دينه .ونزلت الآية تعاتب الرسول عتاباً رقيقاً حتى أن الله تعالى لم يوجه الخطاب مباشرة للرسول تلطفاً به، وإنما جاء بصيغة المجهول ﴿عَبَسَ وَتَوَلَّى ۝١ أَنْ جَاءَهُ الْأَعْمَى ۝٢﴾ ثم بعدها جاء ضمير المخاطب ﴿وَمَا يُدْرِيكَ لَعَلَّهُ يَزَّكَّى ۝٣﴾ [عبس:3] وهذا من حب الله تعالى لرسوله ولطفه به؛ لأنه يعلم أنه لم يُعرض عن الأعمى تكبّرًا، وإنما حرصُه الشديدُ على إسلام كبراء قريش. ثم تناولت الآيات جحود الإنسان بنعم الله المتعددة، وكفره بهذه النعم ﴿قُتِلَ الْإِنْسَانُ مَا أَكْفَرَهُ ۝١٧﴾ [عبس:17]. ثم تناولت الآيات دلائل قدرة الله تعالى في الكون، فقد يسّر الله تعالى للإنسان والبهائم كل مقومات الحياة ﴿فَلْيَنْظُرِ الْإِنْسَانُ إِلَى طَعَامِهِ ۝٢٤﴾ [عبس:24]. وتختم السورة بآيات تتحدث عن أهوال يوم القيامة وفرار الإنسان من كل من يحبّ من شدة هول الموقف الذي يجد نفسَه فيه ﴿يَوْمَ يَفِرُّ الْمَرْءُ مِنْ أَخِيهِ ۝٣٤ وَأُمِّهِ وَأَبِيهِ ۝٣٥ وَصَاحِبَتِهِ وَبَنِيهِ ۝٣٦﴾ [عبس:34–36]. وقد ذكر الله تعالى فرار الإنسان من أحبابه، ورتَّبهم على مراتبهم من الحنو والشفقة، فبدأ بالأقل (أخيه) وختم بالأقرب (بنيه) لأن الولد هو أحبُّ الناس إلى قلب الإنسان والأكثر مدعاة للشفقة.

## سورة التكوير
سورة مكية تتحدث آياتها عن القيامة وعن الوحي والرسالة وهي من لوازم الإيمان. وقد ابتدأت بعرض مشاهد من يوم القيامة وما يحدث فيها من انقلاب كوني شديد وتبديل لأحوال الإنسان والمخلوقات في الكون من الشمس والجبال والبحار والسماء وغيرها ﴿إِذَا الشَّمْسُ كُوِّرَتْ ۝١﴾ [التكوير:1] وهي صور سريعة ومشاهد تقشعر لها الأبدان من هولها وهي مصوّرة تصويرًا بديعًا ودقيقًا حتى يُخَيل للقارئ أنه يرى ما سيحدث أمام عينيه من دقة الوصف. ثم تنتقل الآيات للحديث عن حقيقة الوحي وصفة الرسول الذي يتلقاه ﴿فَلَا أُقْسِمُ بِالْخُنَّسِ ۝١٥﴾ [التكوير:15]. وتختم السورة بآيات تبطل مزاعم المشركين حول القرآن الكريم وأنه ذكر للعالمين لكن لمن أراد الاستقامة والهداية ولا يكون ذلك إلا بتوفيق من الله تعالى وبمشيئته ﴿إِنْ هُوَ إِلَّا ذِكْرٌ لِلْعَالَمِينَ ۝٢٧﴾ [التكوير:27].

## سورة الانفطار
سورة مكية وهي كما سورة التكوير تتحدث عن الانقلاب الكوني في يوم القيامة ﴿إِذَا السَّمَاءُ انْفَطَرَتْ ۝١﴾ [الانفطار:1]، ثم تتحدث الآيات عن جحود الإنسان وكفره بأنعم الله تعالى (كلا بل تكذبون بالدين) وذلك لأن الإنسان ينسى أن الملائكة تسجّل كل أعماله وأفعاله في كتاب يقرأه يوم الحساب. ثم تبين أحوال الأبرار وأحوال الفجّار في ذلك اليوم العصيب وما يؤولون إليه من نعيم أو جحيم ﴿إِنَّ الْأَبْرَارَ لَفِي نَعِيمٍ ۝١٣ وَإِنَّ الْفُجَّارَ لَفِي جَحِيمٍ ۝١٤﴾ [الانفطار:13–14].

## سورة المطففين
سورة مكية وقد ابتدأت بالحرب على المطففين في الكيل والميزان وبيّنت عقابهم في الآخرة لأنهم لا يخافون الآخرة ولا يفكرون في يوم وقوفهم بين يدي رب العالمين للحساب ﴿وَيْلٌ لِلْمُطَفِّفِينَ ۝١ الَّذِينَ إِذَا اكْتَالُوا عَلَى النَّاسِ يَسْتَوْفُونَ ۝٢ وَإِذَا كَالُوهُمْ أَوْ وَزَنُوهُمْ يُخْسِرُونَ ۝٣﴾ وفي مقابل هؤلاء المطففين تعرِض الآيات أحوال الأبرار والنعيم الذي يلاقونه يوم الحساب، وهذا من باب الترغيب والترهيب كما ورد سابقًا ﴿إِنَّ الْأَبْرَارَ لَفِي نَعِيمٍ ۝١٣﴾ [الانفطار:13] وفي الآية تأكيد بـ(إن) وتأكيد بـ(اللام) لتوكيد الجزاء والمعنى. ثم ختمت السورة ببيان موقف الفجّار الكفّار الذين كانوا يسخرون من عباد الله المؤمنين ﴿إِنَّ الَّذِينَ أَجْرَمُوا كَانُوا مِنَ الَّذِينَ آمَنُوا يَضْحَكُونَ ۝٢٩ وَإِذَا مَرُّوا بِهِمْ يَتَغَامَزُونَ ۝٣٠ وَإِذَا انْقَلَبُوا إِلَى أَهْلِهِمُ انْقَلَبُوا فَكِهِينَ ۝٣١ وَإِذَا رَأَوْهُمْ قَالُوا إِنَّ هَؤُلَاءِ لَضَالُّونَ ۝٣٢﴾ [المطففين:29–32] وكيف سيكون جزاءهم في الآخرة ﴿فَالْيَوْمَ الَّذِينَ آمَنُوا مِنَ الْكُفَّارِ يَضْحَكُونَ ۝٣٤ عَلَى الْأَرَائِكِ يَنْظُرُونَ ۝٣٥ هَلْ ثُوِّبَ الْكُفَّارُ مَا كَانُوا يَفْعَلُونَ ۝٣٦﴾ [المطففين:34–36].

## سورة الانشقاق
سورة مكية تناولت كما السورة السابقة في هذا الجزء أهوال يوم القيامة وبعض المشاهد من ذلك اليوم العصيب ﴿إِذَا السَّمَاءُ انْشَقَّتْ ۝١﴾ [الانشقاق:1] ثم تحدثت عن خلق الإنسان الذي يتعب في سبيل تحصيل الرزق ويأتي يوم القيامة لتُعرَض عليه أعماله، فإن قدّم خيرًا فهو خيرٌ له وإن قدّم شرًا فسيكون حسابه عسيرًا وهذا هو الجزاء من الله العدل الحكيم الذي لا يظلم الناس شيئًا ولكن الناس يظلمون أنفسهم ﴿يَا أَيُّهَا الْإِنْسَانُ إِنَّكَ كَادِحٌ إِلَى رَبِّكَ كَدْحًا فَمُلَاقِيهِ ۝٦﴾ [الانشقاق:6]. ثم انتقلت السورة للحديث عن عقاب المشركين الذين كذبوا بالقرآن العظيم ﴿فَلَا أُقْسِمُ بِالشَّفَقِ ۝١٦﴾ [الانشقاق:16] وتأتي ختام السورة بتوبيخ شديد للمشركين على كفرهم بالله تعالى مع وضوح الآيات على وحدانيته ﴿فَمَا لَهُمْ لَا يُؤْمِنُونَ ۝٢٠﴾ [الانشقاق:20] وتبشرهم بالعذاب في نار الجحيم ﴿فَبَشِّرْهُمْ بِعَذَابٍ أَلِيمٍ ۝٢٤﴾ [الانشقاق:24].

## سورة البروج
سورة مكية وتتناول آياتها قصة أصحاب الأخدود وهي قصة التضحية بالنفس في سبيل العقيدة والإيمان. وقد ابتدأت السورة بالقسم بالسماء وما فيها من نجوم هائلة ومدارات ضخمة وبيوم القيامة وبالرسل ﴿وَالسَّمَاءِ ذَاتِ الْبُرُوجِ ۝١﴾ [البروج:1] على دمار المجرمين ﴿قُتِلَ أَصْحَابُ الْأُخْدُودِ ۝٤﴾ [البروج:4] ثم تأتي الآيات بالوعيد للفجار على ما فعلوه بالمؤمنين ﴿إِنَّ الَّذِينَ فَتَنُوا الْمُؤْمِنِينَ وَالْمُؤْمِنَاتِ ثُمَّ لَمْ يَتُوبُوا فَلَهُمْ عَذَابُ جَهَنَّمَ وَلَهُمْ عَذَابُ الْحَرِيقِ ۝١٠﴾ [البروج:10]. وتنتقل الايات للحديث عن قدرة الله تعالى على الانتقام من أعدائه ﴿إِنَّ بَطْشَ رَبِّكَ لَشَدِيدٌ ۝١٢﴾ [البروج:12] ثم تختم السورة بقصة فرعون الطاغية الجبّار وما أصابه وقومه من هلاك ودمار بسبب بغيه وطغيانه وهذه القصة تناسب سياق الآيات من الحديث عن أصحاب الأخدود ﴿هَلْ أَتَاكَ حَدِيثُ الْجُنُودِ ۝١٧ فِرْعَوْنَ وَثَمُودَ ۝١٨﴾ [البروج:17–18] وتختم السورة بآيات عن القرآن الكريم الذي حفظه الله تعالى في اللوح المحفوظ (﴿البروج﴾ فهما كذب به المكذبون الكفار الفجرة فإنه يبقى محفوظًا من الزيادة أو النقصان أو التحريف أو التبديل بقدرة الله تعالى فهو كتاب عظيم شريف يسمو على سائر الكتب السماوية بحفظ الله تعالى له.

## سورة الطارق
سورة مكية وتدور آياتها حول الإيمان بالبعث وقد أقامت الدليل على قدرة الله تعالى في خلقه وفي كونه. وقد ابتدأت السورة بالقسم بمخلوقين من مخلوقات الله العظيمة: السماء والطارق ﴿وَالسَّمَاءِ وَالطَّارِقِ ۝١﴾ [الطارق:1]، وإن كان الله تعالى يقسم بمخلوقاته التي نرى كل يوم عظمتها وبديع صنعها فكيف لا نؤمن بمن خلق هذه المخلوقات وقدّر لها حركتها على أحسن وجه وفي أحسن صورة؟! فسبحان الله خالق الكون المبدع العظيم. ثم تنتقل الآيات للحديث خلق آخر من خلق الله المبدع وهو كيفية خلق الإنسان من نقطة ماء ﴿فَلْيَنْظُرِ الْإِنْسَانُ مِمَّ خُلِقَ ۝٥﴾ [الطارق:5]، واللطيف في هذه السورة أن الآيات تعرض أيضًا خلق الزرع من ماء المطر ﴿وَالسَّمَاءِ ذَاتِ الرَّجْعِ ۝١١﴾ [الطارق:11] أي المطر ﴿وَالْأَرْضِ ذَاتِ الصَّدْعِ ۝١٢﴾ [الطارق:12] أي الأرض تتصدع ويخرج منها الزرع بعد أن نزل عليها المطر. وكأنما هذه الآيات تثبت أن الخالق واحدٌ لا شريك له لأن طريقة الخلق واحدة، خلق الإنسان من ماء وخلق الزرع من ماء. ولو كان هناك آلهة متعددة لتعددت طرق الخلق والإيجاد، أما وحدة طريقة الخلق فهي تدل على وحدة الخالق سبحانه. فالمطر ينزل إلى رحم الأرض فيخرج الزرع المختلف ونقطة ماء الرجل تدخل رحم المرأة فيخرج المولود بعد أن كان جنينًا في رحم أمه، فسبحان خالق الإنسان والكون. وقد ختمت السورة كما في السورة السابقة بالحديث عن القرآن العظيم -معجزة رسولنا الكريم- وتُبيّن صدقه ﴿إِنَّهُ لَقَوْلٌ فَصْلٌ ۝١٣ وَمَا هُوَ بِالْهَزْلِ ۝١٤﴾ [الطارق:13–14] وبيّنت أمهال الله تعالى للمكذبين بهذا القرآن ﴿فَمَهِّلِ الْكَافِرِينَ أَمْهِلْهُمْ رُوَيْدًا ۝١٧﴾ [الطارق:17].

## سورة الأعلى
سورة مكية وهي تعالج مواضيع عدة هي: بعض صفات الله تبارك وتعالى والدلائل على قدرته ووحدانيته سبحانه ﴿سَبِّحِ اسْمَ رَبِّكَ الْأَعْلَى ۝١ الَّذِي خَلَقَ فَسَوَّى ۝٢ وَالَّذِي قَدَّرَ فَهَدَى ۝٣ وَالَّذِي أَخْرَجَ الْمَرْعَى ۝٤﴾ [الأعلى:1–4]، وتتناول الوحي والقرآن الذي أُنزل على الرسول وتيسير حفظه عليه ﴿سَنُقْرِئُكَ فَلَا تَنْسَى ۝٦ إِلَّا مَا شَاءَ اللَّهُ إِنَّهُ يَعْلَمُ الْجَهْرَ وَمَا يَخْفَى ۝٧﴾ [الأعلى:6–7]، وتعالج موضوع الموعظة الحسنة التي ينتفع بها أصحاب القلوب الحيّة وأهل الإيمان والسعادة ﴿فَذَكِّرْ إِنْ نَفَعَتِ الذِّكْرَى ۝٩ سَيَذَّكَّرُ مَنْ يَخْشَى ۝١٠﴾ [الأعلى:9–10]. واختتمت السورة ببيان فوز من طهّر نفسه من الذنوب والمعاصي والآثام وزكّى نفسه بصالح الأعمال وبيان أن الأخرة هي أبقى للإنسان من الدنيا الزائلة الفانية ﴿قَدْ أَفْلَحَ مَنْ تَزَكَّى ۝١٤ وَذَكَرَ اسْمَ رَبِّهِ فَصَلَّى ۝١٥﴾ [الأعلى:14–15].

## سورة الغاشية
سورة مكيّة تناولت موضوعين أساسيين:
- الأول: القيامة وأهوالها والجزاء الذي يلقاه الكافر من العذاب والبلاء مقابل كفره ﴿وُجُوهٌ يَوْمَئِذٍ خَاشِعَةٌ ۝٢ عَامِلَةٌ نَاصِبَةٌ ۝٣ تَصْلَى نَارًا حَامِيَةً ۝٤﴾ [الغاشية:2–4]، وما يلقاه المؤمن من النعيم ﴿وُجُوهٌ يَوْمَئِذٍ نَاعِمَةٌ ۝٨﴾ [الغاشية:8].
- والثاني: عرض بعض الأدلة والبراهين على وحدانية الله تعالى وقدرته في الكون والخلق البديع ﴿أَفَلَا يَنْظُرُونَ إِلَى الْإِبِلِ كَيْفَ خُلِقَتْ ۝١٧ وَإِلَى السَّمَاءِ كَيْفَ رُفِعَتْ ۝١٨ وَإِلَى الْجِبَالِ كَيْفَ نُصِبَتْ ۝١٩ وَإِلَى الْأَرْضِ كَيْفَ سُطِحَتْ ۝٢٠﴾ [الغاشية:17–20]. وبعد عرض دلائل القدرة والتوحيد يأمر الله تعالى رسوله بتذكير المكذبين ووعظهم، لأنه لا يمكنه أن يجبرهم على الإيمان ﴿فَذَكِّرْ إِنَّمَا أَنْتَ مُذَكِّرٌ ۝٢١ لَسْتَ عَلَيْهِمْ بِمُسَيْطِرٍ ۝٢٢﴾ [الغاشية:21–22] فهؤلاء عقابهم عند الله الذي يحاسبهم جزاء كفرهم وتكذيبهم ﴿إِنَّ إِلَيْنَا إِيَابَهُمْ ۝٢٥ ثُمَّ إِنَّ عَلَيْنَا حِسَابَهُمْ ۝٢٦﴾ [الغاشية:25–26].

## سورة الفجر
سورة مكية تذكر قصص بعض الأمم السابقين من الذين كذّبوا رسل الله تعالى، كقوم عاد وثمود وقوم فرعون. وتبيّن ما حل بهم من العذاب بسبب طغيانهم ﴿أَلَمْ تَرَ كَيْفَ فَعَلَ رَبُّكَ بِعَادٍ ۝٦﴾ [الفجر:6]. ثم تبين الآيات سنة الله تعالى في ابتلاء العباد بالخير والشر والغنى والفقر ﴿فَأَمَّا الْإِنْسَانُ إِذَا مَا ابْتَلَاهُ رَبُّهُ فَأَكْرَمَهُ وَنَعَّمَهُ فَيَقُولُ رَبِّي أَكْرَمَنِي ۝١٥﴾ [الفجر:15] وطبيعة النفس البشرية في حب المال ﴿كَلَّا بَلْ لَا تُكْرِمُونَ الْيَتِيمَ ۝١٧ وَلَا تَحَاضُّونَ عَلَى طَعَامِ الْمِسْكِينِ ۝١٨ وَتَأْكُلُونَ التُّرَاثَ أَكْلًا لَمًّا ۝١٩ وَتُحِبُّونَ الْمَالَ حُبًّا جَمًّا ۝٢٠﴾ [الفجر:17–20]. ثم تنتقل الآيات للحديث عن أهوال القيامة وشدائدها ﴿كَلَّا إِذَا دُكَّتِ الْأَرْضُ دَكًّا دَكًّا ۝٢١ وَجَاءَ رَبُّكَ وَالْمَلَكُ صَفًّا صَفًّا ۝٢٢ وَجِيءَ يَوْمَئِذٍ بِجَهَنَّمَ يَوْمَئِذٍ يَتَذَكَّرُ الْإِنْسَانُ وَأَنَّى لَهُ الذِّكْرَى ۝٢٣﴾ [الفجر:21–23]وانقسام الخلائق إلى أشقياء في النار ﴿يَقُولُ يَا لَيْتَنِي قَدَّمْتُ لِحَيَاتِي ۝٢٤ فَيَوْمَئِذٍ لَا يُعَذِّبُ عَذَابَهُ أَحَدٌ ۝٢٥ وَلَا يُوثِقُ وَثَاقَهُ أَحَدٌ ۝٢٦﴾ [الفجر:24–26] أو سعداء في الجنة ﴿يَا أَيَّتُهَا النَّفْسُ الْمُطْمَئِنَّةُ ۝٢٧ ارْجِعِي إِلَى رَبِّكِ رَاضِيَةً مَرْضِيَّةً ۝٢٨ فَادْخُلِي فِي عِبَادِي ۝٢٩ وَادْخُلِي جَنَّتِي ۝٣٠﴾ [الفجر:27–30].

## سورة البلد
سورة مكية ابتدأت بالقسم بالبلد الحرام بلد الرسول وفيه لفتة لأن الكفار آذوا رسول الله في بلد الله الحرام الذي يجب أن يكون آمنا، وفي هذا توبيخ لهم على أنهم استحلوا حرمة المكان وهي من الكبائر عند الله تعالى ﴿لَا أُقْسِمُ بِهَذَا الْبَلَدِ ۝١ وَأَنْتَ حِلٌّ بِهَذَا الْبَلَدِ ۝٢﴾ [البلد:1–2]، ثم تتحدث الآيات عن اغترار كفار قريش الذين تسلطوا وعاندوا وكذبوا الرسول وأهلكوا أموالهم بغير وجه حق ﴿يَقُولُ أَهْلَكْتُ مَالًا لُبَدًا ۝٦﴾ [البلد:6]، ثم تناولت السورة كما هي الحال في كل سور هذا الجزء الأخير أهوال يوم القيامة والمصاعب التي يواجهها الإنسان والتي لا يمكّنه من تجاوزها إلا عمله الصالح ﴿ثُمَّ كَانَ مِنَ الَّذِينَ آمَنُوا وَتَوَاصَوْا بِالصَّبْرِ وَتَوَاصَوْا بِالْمَرْحَمَةِ ۝١٧﴾ [البلد:17] واختتمت السورة بالتفريق بين المؤمنين والكفار في يوم القيامة ومآل كلٍّ منهم ﴿أُولَئِكَ أَصْحَابُ الْمَيْمَنَةِ ۝١٨ وَالَّذِينَ كَفَرُوا بِآيَاتِنَا هُمْ أَصْحَابُ الْمَشْأَمَةِ ۝١٩ عَلَيْهِمْ نَارٌ مُؤْصَدَةٌ ۝٢٠﴾ [البلد:18–20]

## سورة الشمس
سورة مكية ابتدأت بالقسم بسبعة أشياء من مخلوقات الله تعالى في كونه وهذا القسم العظيم كله على فلاح الإنسان إذا اتقى ربه وهلاكه إذا عصاه. وقد تناولت آياتها موضوع النفس البشرية وما جبلت عليه من الخير والشر وأهمية تزكية هذه النفس لترقى بصاحبها إلى جنات النعيم وبيان عقوبة من لم يزكِ نفسه ﴿وَنَفْسٍ وَمَا سَوَّاهَا ۝٧ فَأَلْهَمَهَا فُجُورَهَا وَتَقْوَاهَا ۝٨ قَدْ أَفْلَحَ مَنْ زَكَّاهَا ۝٩ وَقَدْ خَابَ مَنْ دَسَّاهَا ۝١٠﴾ [الشمس:7–10]. ثم تنتقل الآيات لعرض قصة ثمود الذين طغوا وعقروا الناقة فاستحقوا الهلاك والعذاب من الله تعالى ﴿كَذَّبَتْ ثَمُودُ بِطَغْوَاهَا ۝١١ إِذِ انْبَعَثَ أَشْقَاهَا ۝١٢ فَقَالَ لَهُمْ رَسُولُ اللَّهِ نَاقَةَ اللَّهِ وَسُقْيَاهَا ۝١٣ فَكَذَّبُوهُ فَعَقَرُوهَا فَدَمْدَمَ عَلَيْهِمْ رَبُّهُمْ بِذَنْبِهِمْ فَسَوَّاهَا ۝١٤﴾ [الشمس:11–14]. وختمت السورة بتأكيد على ما هو واضح في سياق كل سور هذا الجزء الثلاثين من أن الآخرة لله تعالى وأنه لا يُسأل عما يفعل من عقاب الكافرين وثواب المؤمنين. فله الأمر وله الحكم سبحانه﴿وَلَا يَخَافُ عُقْبَاهَا ۝١٥﴾ [الشمس:15]. وهذه السورة تتحدث عن ربط ظواهر كونية ببعضها من الشمس والقمر إلى الليل والنهار والسماء والأرض وتمر الآيات سريعة في وصف هذه الظواهر الكونية ثم تأتي الآيات تتحدث عن الإنسان (ونفس وما سواها، فألهمها فجورها وتقواها، قد أفلح من زكّاها وقد خاب من دسّاها) وكأنها تريد أن تعلمنا أن الإنسان هو أهم شيء في الكون كله وأن كل المخلوقات في الكون الفسيح إنما سخّرت لأجل الإنسان فكأنما الإنسان هو المميز بين مخلوقات الله تعالى كلها.

## سورة الليل
سورة مكيّة وتتمحور آياتها عن سعي الإنسان وعمله وعن نضاله في هذه الحياة ثم نهايته إلى النعيم أو إلى الجحيم. وقد ابتدأت السورة بالقسم كما في الكثير من سور هذا الجزء ﴿وَاللَّيْلِ إِذَا يَغْشَى ۝١ وَالنَّهَارِ إِذَا تَجَلَّى ۝٢﴾ [الليل:1–2] وقد أقسم الله تعالى على أن سعي الإنسان في هذه الحياة مختلف ومتباين ﴿إِنَّ سَعْيَكُمْ لَشَتَّى ۝٤﴾ [الليل:4] ثم أوضح لنا سبل السعادة ﴿فَأَمَّا مَنْ أَعْطَى وَاتَّقَى ۝٥ وَصَدَّقَ بِالْحُسْنَى ۝٦ فَسَنُيَسِّرُهُ لِلْيُسْرَى ۝٧﴾ [الليل:5–7] وسبل الشقاء ﴿وَأَمَّا مَنْ بَخِلَ وَاسْتَغْنَى ۝٨ وَكَذَّبَ بِالْحُسْنَى ۝٩ فَسَنُيَسِّرُهُ لِلْعُسْرَى ۝١٠﴾ [الليل:8–10] وجزاء كل منهما. ثم حذّرت الآيات من أن يغتر الإنسان بماله الذي لن يغني عنه شيئًا يوم القيامة ﴿وَمَا يُغْنِي عَنْهُ مَالُهُ إِذَا تَرَدَّى ۝١١﴾ [الليل:11] وحذرت أهل مكة من عذاب الله لتكذيبهم للرسول ﴿فَأَنْذَرْتُكُمْ نَارًا تَلَظَّى ۝١٤﴾ [الليل:14]. وختمت السورة بنموذج للمؤمن الصالح الذي ينفق أمواله في سبيل الله وابتغاء مرضاته وبيّن جزاءه ﴿وَسَيُجَنَّبُهَا الْأَتْقَى ۝١٧ الَّذِي يُؤْتِي مَالَهُ يَتَزَكَّى ۝١٨﴾ [الليل:17–18] وهذه الآيات نزلت في أبو بكر الصدّيق رضي الله عنه حين أعتق بلال بعد أن اشتراه من سيده.

## سورة الضحى
هذه السورة وسورة الشرح وسورة الكوثر سور مليئة بمحبة الله تعالى لرسوله الكريم وكأنها تعويض عن عتاب الله الرقيق لرسوله في سورة عبس. وهي تتناول شخصية الرسول وما أنعم الله تعالى عليه من النعم في الدنيا والآخرة ﴿وَلَسَوْفَ يُعْطِيكَ رَبُّكَ فَتَرْضَى ۝٥﴾ [الضحى:5] ويتكرر فيها قوله تعالى (ألم يجدك) وكأنها إشارة للرسول الكريم بأن الله تعالى لا يمكن أن ينساك أو يلقاك وقد أنعم عليك بكل هذه النعم التي ذكرها من الإيواء والهداية والاستغناء ﴿أَلَمْ يَجِدْكَ يَتِيمًا فَآوَى ۝٦ وَوَجَدَكَ ضَالًّا فَهَدَى ۝٧ وَوَجَدَكَ عَائِلًا فَأَغْنَى ۝٨﴾ [الضحى:6–8]. ثم أوصاه تعالى بثلاث وصايا مقابل النعم التي أنعم الله تعالى بها على رسوله ﴿فَأَمَّا الْيَتِيمَ فَلَا تَقْهَرْ ۝٩ وَأَمَّا السَّائِلَ فَلَا تَنْهَرْ ۝١٠ وَأَمَّا بِنِعْمَةِ رَبِّكَ فَحَدِّثْ ۝١١﴾ وقد أقسم الله تعالى بالضحى والليل إذا سجى وهما وقتان في منتهى الرقّة على النفس البشرية وقت الضحى وهو أول ابتداء النهار ووقت الليل إذا سجى أي أول وقت الليل وهو الوقت اللطيف من الليل وليس الوقت المظلم الموحش. فهذان القسمان مناسبان تماماً لطبيعة السورة الرقيقة والمليئة بالمحبة للرسول والسورة كلها فيها من جمال اللفظ وروعة البيان ورقيقة المعاني ما يدل على محبة الله تعالى للرسول ولطفه وعنايته به.

## سورة الشرح
سورة مكيّة وكما سورة الضحى تتحدث عن مكانة الرسول ومقامه الرفيع عند رب العالمين وعددت نعم الله تعالى على الرسول وذلك بشرح صدره لتطييب نفس الرسول بعد ما لاقاه في سبيل الدعوة من أذى ومشقة ومصاعب ومحاربة من قومه ﴿أَلَمْ نَشْرَحْ لَكَ صَدْرَكَ ۝١ وَوَضَعْنَا عَنْكَ وِزْرَكَ ۝٢ الَّذِي أَنْقَضَ ظَهْرَكَ ۝٣﴾ [الشرح:1–3] كما تحدثت السورة عن إعلاء مكانة الرسول الذي يقترن اسمه مع اسم الله تعالى في الشهادة التي يكررها المسلمون مرات عديدة وبالصلاة عليه عند ذكر اسمه ﴿وَرَفَعْنَا لَكَ ذِكْرَكَ ۝٤﴾ [الشرح:4]. وكأن السورة كلها تطييب لخاطر الرسول الذي عانى ما عاناه في سبيل الدعوة إلى الله ووحدانيته والإيمان به ﴿فَإِنَّ مَعَ الْعُسْرِ يُسْرًا ۝٥ إِنَّ مَعَ الْعُسْرِ يُسْرًا ۝٦﴾ [الشرح:5–6] واختتمت الآيات بأجمل المعاني وهي تذكير الرسول بالتفرغ للعبادة بعدما بلّغ الرسالة وفي هذا شكر لله تعالى على نعمه لأن النعم تستحق الشكر وشكر النعم تكون على قدر المنعِم وعطائه ونعم الله تعالى عظيمة لأنها من العظيم سبحانه فأهل هو أن يحمد وأهل هو أن يشكر ويُعبد حق العبادة ﴿فَإِذَا فَرَغْتَ فَانْصَبْ ۝٧ وَإِلَى رَبِّكَ فَارْغَبْ ۝٨﴾ [الشرح:7–8].

## سورة التين
هي سورة مكيّة تعالج موضوعين أساسيين هما تكريم الله تعالى للإنسان وموضوع الإيمان بالحساب والآخرة. ما علاقة التين والزيتون بمكة والطور في هذه السورة؟ الله تعالى يقسم بثلاثة أشياء هامة ﴿وَالتِّينِ وَالزَّيْتُونِ ۝١ وَطُورِ سِينِينَ ۝٢ وَهَذَا الْبَلَدِ الْأَمِينِ ۝٣﴾ [التين:1–3] يقسم بمكانين هما جبل الطور الذي كلّم الله تعالى موسى عليه ومكة المكرمة (البلد الأمين) أما التين والزيتون فليس القصد منهما الفاكهة وإنما يقصد بهما المكان وهو أرض فلسطين فالله تعالى يقسم بثلاثة أماكن هي من أطهر بقاع الأرض التي خصّها الله تعالى بإنزال رسله وأنبيائه دون سائر بقاع الأرض وبهذا القسم يريد الله تعالى أن يعلمنا أنه كما أقسم بأطهر الأرض التي خلقها كذلك فقد خلق سبحانه الإنسان في أحسن تقويم وأطهر وأحسن شكل ﴿لَقَدْ خَلَقْنَا الْإِنْسَانَ فِي أَحْسَنِ تَقْوِيمٍ ۝٤﴾ [التين:4]، ولمّا عصى الإنسان ربه تعالى نكس الإنسان نفسه ﴿ثُمَّ رَدَدْنَاهُ أَسْفَلَ سَافِلِينَ ۝٥﴾ [التين:5] ويبقى طاهراً الذين آمنوا وعملوا الصالحات. وختمت الآيات ببيان عدل الله تعالى في حساب الناس على أعمالهم ﴿أَلَيْسَ اللَّهُ بِأَحْكَمِ الْحَاكِمِينَ ۝٨﴾ [التين:8] بلى والله وإني على ذلك من الشاهدين.

## سورة العلق
وتسمى سورة اقرأ وهي سورة مكيّة وأول ما نزل من الوحي على الرسول في غار حراء وهي إيذان ببداية الرسالة. وهذا الموضوع الأساسي للسورة ﴿اقْرَأْ بِاسْمِ رَبِّكَ الَّذِي خَلَقَ ۝١ خَلَقَ الْإِنْسَانَ مِنْ عَلَقٍ ۝٢ اقْرَأْ وَرَبُّكَ الْأَكْرَمُ ۝٣ الَّذِي عَلَّمَ بِالْقَلَمِ ۝٤﴾ [العلق:1–4] وتتحدث السورة عن طغيان الإنسان بالمال وتمرده على أوامر ربه ﴿كَلَّا إِنَّ الْإِنْسَانَ لَيَطْغَى ۝٦ أَنْ رَآهُ اسْتَغْنَى ۝٧ إِنَّ إِلَى رَبِّكَ الرُّجْعَى ۝٨﴾ [العلق:6–8] ثم تناولت السورة قصة أبو جهل الذي يمثّل فرعون الأمة ووعيد الله تعالى له بأشد العذاب والعقاب ﴿أَرَأَيْتَ الَّذِي يَنْهَى ۝٩ عَبْدًا إِذَا صَلَّى ۝١٠﴾ [العلق:9–10] وأمرت الرسول بعدم الإصغاء إليه والسجود شكراً لله تعبداً وتقرباً إليه ﴿كَلَّا لَا تُطِعْهُ وَاسْجُدْ وَاقْتَرِبْ ۝١٩﴾ [العلق:19]. وقد اشتملت هذه السورة على العلم والعمل والعبادة فابتدأت بالدعوة للعلم وانتهت بالأمر بالعبادة والسجود والصلاة.

## سورة القدر
سورة مكيّة وتتحدث عن بدء نزول القرآن الكريم ﴿إِنَّا أَنْزَلْنَاهُ فِي لَيْلَةِ الْقَدْرِ ۝١﴾ وفضل ليلة القدر على سائر الليالي والأيام والشهور ﴿وَمَا أَدْرَاكَ مَا لَيْلَةُ الْقَدْرِ ۝٢﴾ [القدر:2] والتي هي عند الله خير من ألف شهر ﴿لَيْلَةُ الْقَدْرِ خَيْرٌ مِنْ أَلْفِ شَهْرٍ ۝٣﴾ [القدر:3] وفي تفسير الشيخ الشعراوي رحمه الله كان يقول أن ليلة القدر هي ليلة مميزة قبل نزول القرآن فيها وشرّفت أكثر بنزول القرآن في تلك الليلو ودليله على ذلك قوله تعالى ﴿إِنَّا أَنْزَلْنَاهُ فِي لَيْلَةِ الْقَدْرِ ۝١﴾ أي أنها كانت معروفة باسمها ومميزة وسمّيت بليلة القدر قبل نزول القرآن فيها كما جاء في سورة الدخان (إنا أنزلناه في ليلة مباركة) والله أعلم.

## سورة البينة
وتسمى سورة (لم يكن) وهي سورة مدنية وتتحد عن موقف أهل الكتاب من رسالة محمد ﴿لَمْ يَكُنِ الَّذِينَ كَفَرُوا مِنْ أَهْلِ الْكِتَابِ وَالْمُشْرِكِينَ مُنْفَكِّينَ حَتَّى تَأْتِيَهُمُ الْبَيِّنَةُ ۝١ رَسُولٌ مِنَ اللَّهِ يَتْلُو صُحُفًا مُطَهَّرَةً ۝٢﴾ [البينة:1–2] وتتحدث عن موضوع إخلاص العبادة لله تعالى الذي هو لبّ العقيدة والدين وهذا هدف أساسي من الأهداف التي وردت في السور السابقة من القرآن ﴿وَمَا أُمِرُوا إِلَّا لِيَعْبُدُوا اللَّهَ مُخْلِصِينَ لَهُ الدِّينَ حُنَفَاءَ وَيُقِيمُوا الصَّلَاةَ وَيُؤْتُوا الزَّكَاةَ وَذَلِكَ دِينُ الْقَيِّمَةِ ۝٥﴾ ثم تناولت السورة مصير السعداء ﴿جَزَاؤُهُمْ عِنْدَ رَبِّهِمْ جَنَّاتُ عَدْنٍ تَجْرِي مِنْ تَحْتِهَا الْأَنْهَارُ خَالِدِينَ فِيهَا أَبَدًا رَضِيَ اللَّهُ عَنْهُمْ وَرَضُوا عَنْهُ ذَلِكَ لِمَنْ خَشِيَ رَبَّهُ ۝٨﴾ ومصير الأشقياء في الآخرة ﴿إِنَّ الَّذِينَ كَفَرُوا مِنْ أَهْلِ الْكِتَابِ وَالْمُشْرِكِينَ فِي نَارِ جَهَنَّمَ خَالِدِينَ فِيهَا أُولَئِكَ هُمْ شَرُّ الْبَرِيَّةِ ۝٦﴾ [البينة:6]).

## سورة الزلزلة
ومع أنها سورة مدنية إلا أن أسلوبها يشبه أسلوب السور المكيّة وفيها أهوال يوم القيامة والزلزال الذي سيكون يوم القيامة فيدمر كل شيء وينهار كل شامخ ﴿إِذَا زُلْزِلَتِ الْأَرْضُ زِلْزَالَهَا ۝١﴾ وتخرج الأرض ما بداخلها ﴿وَأَخْرَجَتِ الْأَرْضُ أَثْقَالَهَا ۝٢﴾ وتشهد على عمل بني آدم ﴿وَقَالَ الْإِنْسَانُ مَا لَهَا ۝٣﴾ ﴿يَوْمَئِذٍ تُحَدِّثُ أَخْبَارَهَا ۝٤﴾ [الزلزلة:4] ﴿بِأَنَّ رَبَّكَ أَوْحَى لَهَا ۝٥﴾ [الزلزلة:5]وينقسم الخلائق إلى فريقين شقي وسعيد ﴿يَوْمَئِذٍ يَصْدُرُ النَّاسُ أَشْتَاتًا لِيُرَوْا أَعْمَالَهُمْ ۝٦ فَمَنْ يَعْمَلْ مِثْقَالَ ذَرَّةٍ خَيْرًا يَرَهُ ۝٧﴾ [الزلزلة:6–7].﴿وَمَنْ يَعْمَلْ مِثْقَالَ ذَرَّةٍ شَرًّا يَرَهُ ۝٨﴾ [الزلزلة:8]

## سورة العاديات
سورة مكيّة تتحدث عن خيل المجاهدين في سبيل الله وأقسم الله تعالى بها إظهاراً أفضلها وشرفها عند الله تعالى ﴿وَالْعَادِيَاتِ ضَبْحًا ۝١ فَالْمُورِيَاتِ قَدْحًا ۝٢ فَالْمُغِيرَاتِ صُبْحًا ۝٣ فَأَثَرْنَ بِهِ نَقْعًا ۝٤ فَوَسَطْنَ بِهِ جَمْعًا ۝٥﴾ [العاديات:1–5] وتحدثت الآيات عن كفران الإنسان وحجوده بنعم الله تعالى عليه وحبه الشديد للمال ﴿إِنَّ الْإِنْسَانَ لِرَبِّهِ لَكَنُودٌ ۝٦ وَإِنَّهُ عَلَى ذَلِكَ لَشَهِيدٌ ۝٧ وَإِنَّهُ لِحُبِّ الْخَيْرِ لَشَدِيدٌ ۝٨﴾ [العاديات:6–8] ثم بيّنت الآيات أن الآخرة لله تعالى ومردّ الناس جميعاً لله رب العالمين الذي سيحاسبهم على أعمالهم في الدنيا ولن ينفعهم يومها إلا العمل الصالح ﴿أَفَلَا يَعْلَمُ إِذَا بُعْثِرَ مَا فِي الْقُبُورِ ۝٩ وَحُصِّلَ مَا فِي الصُّدُورِ ۝١٠ إِنَّ رَبَّهُمْ بِهِمْ يَوْمَئِذٍ لَخَبِيرٌ ۝١١﴾ [العاديات:9–11]

## سورة القارعة
سورة مكيّة تتمحور كما باقي سور هذا الجزء حول أهوال يوم القيامة وشدائدها وما فيها من أحداث عظام حيث يهيم الناس على غير نظام من شدة حيرتهم وفزعهم وذهولهم للموقف الذي هم فيه ﴿الْقَارِعَةُ ۝١ مَا الْقَارِعَةُ ۝٢ وَمَا أَدْرَاكَ مَا الْقَارِعَةُ ۝٣ يَوْمَ يَكُونُ النَّاسُ كَالْفَرَاشِ الْمَبْثُوثِ ۝٤ وَتَكُونُ الْجِبَالُ كَالْعِهْنِ الْمَنْفُوشِ ۝٥﴾ [القارعة:1–5] ثم توضح الفرق بين المؤمنين الطائعين وجزاؤهم ﴿فَأَمَّا مَنْ ثَقُلَتْ مَوَازِينُهُ ۝٦ فَهُوَ فِي عِيشَةٍ رَاضِيَةٍ ۝٧﴾ والكافرين العصاة المكذبين ﴿وَأَمَّا مَنْ خَفَّتْ مَوَازِينُهُ ۝٨ فَأُمُّهُ هَاوِيَةٌ ۝٩ وَمَا أَدْرَاكَ مَا هِيَهْ ۝١٠ نَارٌ حَامِيَةٌ ۝١١﴾ [القارعة:8–11] وقد سمى الله تعالى النار أم لأن الأم عادة هي مأوى ولدها ومفزعه ونار جهنم في الآخرة تؤوي هؤلاء الكفرة المكذبين وتضمهم كما يأوي الأولاد إلى أمهم فتضمهم. وهاوية اسم من أسماء النار وسميّت هكذا لبعد قعرها فيهوي فيها الكفار كما قيل سبعون خريفا أعاذنا الله منها. والتكرار في هذه السورة لكلمة القارعة دليل على التهويل.

## سورة التكاثر
سورة مكيّة تتحدث هذه السورة عن انشغال الناس بمغريات الحياة وحطام الدنيا حتى يأتيهم الموت بغتة ويقطع عنهم متعتهم ﴿أَلْهَاكُمُ التَّكَاثُرُ ۝١ حَتَّى زُرْتُمُ الْمَقَابِرَ ۝٢ كَلَّا سَوْفَ تَعْلَمُونَ ۝٣ ثُمَّ كَلَّا سَوْفَ تَعْلَمُونَ ۝٤﴾ [التكاثر:1–4]. فبعض الناس يعيشون لأجسادهم ويهملون الروح. وتتوعد من عاش لجسده. والنهي في هذه السورة عن التكاثر ليس المقصود منه النهي عن التكاثر بعينه وإنما المقصود النهي عن التلهي بالتكاثر (من الأموال والأولاد والزينة) عن عبادة الله الواحد سبحانه وتعالى. وفي الآيات تحذير للذين عاشوا لأجسادهم وللذين ألهاهم التكاثر عن عبادة الله الواحد أن نهاية هذه الأجساد فهو إلى الموت حيث تفنى الأجساد وتصعد الأرواح إلى خالقها. وتحذر الآيات الناس: إياكم أن تعيشوا لأجسادكم فقد خلق الله تعالى الجسد وخلق فيه الروح التي لها غذاء خاص ألا وهو طاعة الله والإقبال عليه، فلو أصرّ الناس على العيش لأجسادهم فإنهم سيرون الجحيم عين اليقين ثم يسألهم الله تعالى عن نعيم الجسد (كلا لو تعلمون علم اليقين* لترون الجحيم* ثم لترونها عين اليقين* ثم لتسئلن يومئذ عن النعيم). فالإنسان مطالب بالتوازن بين متطلبات الجسد المادية ومتطلبات الروح من عبادات ومحافظة على الصلوات والاستغفار والتقرب إلى الله وطاعته.

## سورة العصر
سورة مكيّة وهي سورة في غاية الإيجاز في اللفظ وفي غاية الشمول من حيث المعنى ويقول الإمام الشافعي في هذه السورة: لو لم ينزل الله تعالى من القرآن سوى سورة العصر لكفت الناس. لأن الإسلام في النهاية يرتكز على أربعة أمور فهو إيمان وعمل الصالحات والتواصي بالحق لنصرة الدين في الأرض والتواصي بالصبر لأن نصرة الدين تعرّض صاحبها للمتاعب والمشقة فيحتاج إلى الصبر لتحملها في سبيل نصرة الدين والدعوة إلى الله. والذي لا يسير على المنهج الذي ارتضاه الله تعالى يكون من الخاسرين ﴿إِنَّ الْإِنْسَانَ لَفِي خُسْرٍ ۝٢﴾ [العصر:2] وهذه السورة تأتي مقابل سورة الفاتحة فقوله ﴿اهْدِنَا الصِّرَاطَ الْمُسْتَقِيمَ ۝٦﴾ [الفاتحة:6] مقابل قوله وتواصوا بالحق وتواصوا بالصبر. وهذه السورة فيها كل مقومات الحضارة وهي الاهتمام بالزمن والعمل فالوقت عامل أساسي لقيام الأمم والحضارات فالاهتمام بالوقت وبالعمل والتواصي بالحق والصبر هي من أهم مقومات الحضارة الإنسانية. والقسم في هذه السورة بأحد مخلوقات الله تعالى ﴿وَالْعَصْرِ ۝١﴾ [العصر:1] وهو الدهر والزمان كما جاء في كثير من آيات هذا الجزء.

## سورة الهمزة
سورة مكيّة وتتمحور حول الذين يعيبون الناس ويلمزونهم بالطعن والانتقاص منهم والسخرية وهذا كله فعل السفهاء من الناس ﴿وَيْلٌ لِكُلِّ هُمَزَةٍ لُمَزَةٍ ۝١﴾ كما تذم السورة الذين يكدّسون الثروات ﴿الَّذِي جَمَعَ مَالًا وَعَدَّدَهُ ۝٢﴾ [الهمزة:2] وكأنهم خالدون في هذا الحياة الدنيا وأن هذا المال الذي يكنزونه هو الذي سيخلدهم ﴿يَحْسَبُ أَنَّ مَالَهُ أَخْلَدَهُ ۝٣﴾ [الهمزة:3] ولا يدري هؤلاء الأشقياء أن عاقبتهم ستكون في نار جهنم التي لا تنطفئ أبدا ﴿كَلَّا لَيُنْبَذَنَّ فِي الْحُطَمَةِ ۝٤ وَمَا أَدْرَاكَ مَا الْحُطَمَةُ ۝٥ نَارُ اللَّهِ الْمُوقَدَةُ ۝٦ الَّتِي تَطَّلِعُ عَلَى الْأَفْئِدَةِ ۝٧ إِنَّهَا عَلَيْهِمْ مُؤْصَدَةٌ ۝٨ فِي عَمَدٍ مُمَدَّدَةٍ ۝٩﴾ [الهمزة:4–9] وسميّت النار هنا بالحطمة لأنها تحطم العظام حتى تصل إلى القلوب.

## سورة الفيل
سورة مكية تتحدث حول قصة أصحاب الفيل الذين قصدوا الكعبة المشرفة لهدمها وحدثت هذه القصة في العام الذي ولد فيه أشرف الخلق محمد . وهي سورة فيها عبرة لكل طاغية متكبر متجبر في كل العصور والأزمان (لذا جاء فعل تر في قوله (ألم تر) بصيغة المضارع للدلالة على الاستمرار والتجدد) فكل من طغى وتجبّر على الله تعالى سيكون عقابه ومصيره كمصير أبرهة وجيشه لما حاولوا هدم الكعبة المشرّفة وسيكون كيدهم في تضليل ﴿أَلَمْ يَجْعَلْ كَيْدَهُمْ فِي تَضْلِيلٍ ۝٢ وَأَرْسَلَ عَلَيْهِمْ طَيْرًا أَبَابِيلَ ۝٣ تَرْمِيهِمْ بِحِجَارَةٍ مِنْ سِجِّيلٍ ۝٤ فَجَعَلَهُمْ كَعَصْفٍ مَأْكُولٍ ۝٥﴾ [الفيل:2–5].

## سورة قريش
سور مكيّة تتحدث عن آفة خطيرة تصيب الناس عامة والمتدينين خاصة ألا وهي إلف النعمة. فالإنسان قد يألف النعمة التي أنعمها الله تعالى عليه بحيث لا يعود يشعر بها وبعظمتها ولا يؤدي حقها وهو شكر [[الله (إسلام)| على نعمه. كما فعل كفّار قريش الذين ألفوا رحلة الشتاء والصيف وغاب عنهم أن الله تعالى هو الذي سهّل لهم هاتين الرحلتين ومهّد الطريق ووفّر التجارة لهم وأنعم عليهم بنعمة الأمن وعدم الجوع والفقر (فليعبدوا رب هذا البيت الذي أطعمهم من جوع وآمنهم من خوف) فعلى الناس جميعاً شكر الله تعالى على نعمه والمداومة عى العبودية لله تعالى المنعم على عبادة بشتى النعم.
وقد قال الإمام الفخر: إعلم أن الإنعام على قسمين: أحدهما دفع ضر وهو ما ذكره في سورة الفيل، والثاني: جلب منفعة وهو ما ذكره في هذه السورة ولما دفع الله عنهم الضر وجلب لهم المنفعة وهما نعمتان عظيمتان أمرهم تعالى بالعبودية وأداء الشكر ﴿لِإِيلَافِ قُرَيْشٍ ۝١ إِيلَافِهِمْ رِحْلَةَ الشِّتَاءِ وَالصَّيْفِ ۝٢ فَلْيَعْبُدُوا رَبَّ هَذَا الْبَيْتِ ۝٣ الَّذِي أَطْعَمَهُمْ مِنْ جُوعٍ وَآمَنَهُمْ مِنْ خَوْفٍ ۝٤﴾ [قريش:1–4].

## سورة الماعون
سورة مكيّة تتمحور حول الحديث عن صنفين من البشرهما الكافر الجاحد لنعم الله والمكذب بيوم الحساب ﴿أَرَأَيْتَ الَّذِي يُكَذِّبُ بِالدِّينِ ۝١ فَذَلِكَ الَّذِي يَدُعُّ الْيَتِيمَ ۝٢ وَلَا يَحُضُّ عَلَى طَعَامِ الْمِسْكِينِ ۝٣﴾ [الماعون:1–3] والصنف الآخر هو المنافق المرائي الذي لا يقصد بعمله وجه الله تعالى وإنما يرائي في كل أعماله وعبادته ﴿فَوَيْلٌ لِلْمُصَلِّينَ ۝٤ الَّذِينَ هُمْ عَنْ صَلَاتِهِمْ سَاهُونَ ۝٥ الَّذِينَ هُمْ يُرَاءُونَ ۝٦ وَيَمْنَعُونَ الْمَاعُونَ ۝٧﴾ [الماعون:4–7]. وقد قال عبد الله بن عباس رضي الله عنهما: الحمد لله الذي أنقذنا بحرف عن حرف، قال عن صلاتهم ولم يقل في صلاتهم فمن منّا لا يسهو في صلاته) لأنه لو قال (في صلاتهم) لكانت في المؤمنين والمؤمن قد يسهو في صلاته أما أنها جاءت في الآية (عن صلاتهم) فقد فُهم أنها في المنافقين لأن سهو المصلي المنافق فهو الغافل عنها والذي يؤخرها تهاوناً ولا يتم ركوعها ولا سجودها.

## سورة الكوثر
سورة مكيّة هي من أعظم السور التي تظهر نعم الله تعالى على رسوله وفضله العظيم وعطائه الكثير له في الدنيا والآخرة ﴿إِنَّا أَعْطَيْنَاكَ الْكَوْثَرَ ۝١﴾ [الكوثر:1] وكما في سابق السور التي فيها إخبار بالنعم من الله تعالى تأتي نهاية السورة بالدعوة للشكر وعبادة الله تعالى والنحر شكراً لله على نعمه العظيمة وآلائه الكثيرة ﴿فَصَلِّ لِرَبِّكَ وَانْحَرْ ۝٢﴾ [الكوثر:2] وقد ختمت السورة بذم أعداء الرسول وبيان أنهم هم المقطوعون من كل خير في الدنيا والآخرة أما الرسول فقد أعلى الله تعالى ذكره في الدنيا وأعطاه في الدنيا والآخرة ما هو أهل له واسمه وذكره خالد إلى آخر الزمان ﴿إِنَّ شَانِئَكَ هُوَ الْأَبْتَرُ ۝٣﴾ [الكوثر:3] لأن معنى الأبتر المقطوع من كل خير.

## سورة الكافرون
سورة مكيّة وهي سورة التوحيد والبراءة من الشرك والضلال وقد نزلت بعد أن طلب كفار قريش من الرسول أن يعبد آلهتهم سنة ويعبدون إلهه سنة وفيها قطع لأطماع الكافرين وفصل النزاع وأن هذا الدين دين الحق وليس فيه مهادنة ﴿قُلْ يَا أَيُّهَا الْكَافِرُونَ ۝١ لَا أَعْبُدُ مَا تَعْبُدُونَ ۝٢ وَلَا أَنْتُمْ عَابِدُونَ مَا أَعْبُدُ ۝٣ وَلَا أَنَا عَابِدٌ مَا عَبَدْتُمْ ۝٤ وَلَا أَنْتُمْ عَابِدُونَ مَا أَعْبُدُ ۝٥﴾ [الكافرون:1–5] إما أن يتبعوه فينجوا وإما يعرضوا عنه فيلقوا العذاب الأليم في الآخرة ﴿لَكُمْ دِينُكُمْ وَلِيَ دِينِ ۝٦﴾ [الكافرون:6].

## سورة النصر
سورة مدنية تتحدث عن فتح مكة الذي أعز الله تعالى به المسلمين وانتشر به الإسلام في جزيرة العرب وانتصر الحق وزهق الباطل ودخل الناس في دين الله أفواجا وقد كان الإخبار من الله تعالى بفتح مكة قبل وقوعه وهذا من دلائل نبوته وهي اعلام من الله تعالى باتمام الرسالة وفيها نعي الرسول . ﴿إِذَا جَاءَ نَصْرُ اللَّهِ وَالْفَتْحُ ۝١ وَرَأَيْتَ النَّاسَ يَدْخُلُونَ فِي دِينِ اللَّهِ أَفْوَاجًا ۝٢ فَسَبِّحْ بِحَمْدِ رَبِّكَ وَاسْتَغْفِرْهُ إِنَّهُ كَانَ تَوَّابًا ۝٣﴾ وقد نستغرب ونقول ما علاقة النصر بالاستغفار في هذه السورة؟ إن الفاتحين والمنتصرين عبر العصور والأزمان عادة ما يصيبهم الكبر والعجب والإعجاب بالنفس لما حققوه من انتصارات وينسون الله تعالى الذي نصرهم، أما الأمة الإسلامية فلها منهج محدد فيأتي الاستغفار ليعلّم هذه الأمة أن النصر ليس وقت الكبر والعجب لكنه وقت عودة النفس لربّها الذي أعان على النصر أصلاً وهكذا تعلمنا سورة النصر أنه في نهاية الأعمال العظيمة في ديننا لا بد من الاستغفار تماماً كما نفعل عقب الصلوات والحج والصوم وكل الأعمال العبادية التي نقوم بها وهذا كلّه حتى يحمينا الله تعالى من الوقوع في الكبر والعجب والزهو بالنفس ومهما كان ما حققه المسلم يجب أن يذكر تقصيره أمام عظمة الله تعالى ونعمه فيستغفر ربّه في كل الأحوال.

## سورة المسد
سورة مكيّة وتسمى سورة اللهب وسورة تبّت وتتمحور حول هلاك أبي لهب عدو الله تعالى ورسوله الذي صد الناس عن الإيمان وآذى الرسول وقد توعده الله تعالى بنار موقدة يصلاها هو وزوجته التي اختصها الله تعالى بلون خاص من العذاب وهو الحبل الذي يلف عنقها لتجذب به إلى النار زيادة في التنكيل بها لما فعلوه بالرسول الكريم وما آذوه في مكة ﴿تَبَّتْ يَدَا أَبِي لَهَبٍ وَتَبَّ ۝١ مَا أَغْنَى عَنْهُ مَالُهُ وَمَا كَسَبَ ۝٢ سَيَصْلَى نَارًا ذَاتَ لَهَبٍ ۝٣ وَامْرَأَتُهُ حَمَّالَةَ الْحَطَبِ ۝٤ فِي جِيدِهَا حَبْلٌ مِنْ مَسَدٍ ۝٥﴾ [المسد:1–5] وقد قال ابن المسيّب في امرأة أبو لهب أنها كانت لها قلادة فاخرة من جوهر فقالت: واللات والعزى لأنفقنها في عداوة محمد فأعقبها الله تعالى منها حبلاً في جيدها من مسد النار.

## سورة الإخلاص
سورة مكيّة تتحدث عن صفات الله تعالى الواحد الأحد والمنزة عن صفات النقص وعن المماثلة والمجانسة وقد ردّت على النصارى الذين يقولون بالتثليث وعلى المشركين الذين جعلوا لله تعالى الذرية والصاحبة. وسبب نزولها أن فريقاً من المشركين سألوا الرسول أن يصف لهم ربه أمن ذهب هو أم من فضة أم من زبرجد أم من ياقوت؟ فنزلت الآية ﴿قُلْ هُوَ اللَّهُ أَحَدٌ ۝١ اللَّهُ الصَّمَدُ ۝٢ لَمْ يَلِدْ وَلَمْ يُولَدْ ۝٣ وَلَمْ يَكُنْ لَهُ كُفُوًا أَحَدٌ ۝٤﴾. وسورة الإخلاص تعدل ثلث القرآن كما في الأحاديث الشريفة كما روي عن النبي أنه قال: من قرأ (قل هو الله أحد) فكأنما قرأ بثلث القرآن) وقال العلماء لما تضمنته من المعاني والعلوم والمعارف فعلوم القرآن ثلاثة: توحيد وأحكام وقصص وقد اشتملت هذه السورة على التوحيد فهي ثلث القرآن بهذا الاعتبار لأنها أساس وحدانية الله تعالى وإفراده بالعبادة دون شريك ولا ولد سبحانه عما يقولون ويفترون

## سورة الفلق
سورة مكيّة وفيها تعليم للعباد للجوء إلى الله تعالى ﴿قُلْ أَعُوذُ بِرَبِّ الْفَلَقِ ۝١﴾ والاستعاذة به من شر مخلوقاته ﴿مِنْ شَرِّ مَا خَلَقَ ۝٢﴾ [الفلق:2] ومن شر الليل إذا أظلم لأنه يثير في النفس الوحشة ﴿وَمِنْ شَرِّ غَاسِقٍ إِذَا وَقَبَ ۝٣﴾ ومن شر الحساد والسحرة ﴿وَمِنْ شَرِّ النَّفَّاثَاتِ فِي الْعُقَدِ ۝٤ وَمِنْ شَرِّ حَاسِدٍ إِذَا حَسَدَ ۝٥﴾ [الفلق:4–5] وهي من إحدى المعوذتين اللتين كان النبي يعوّذ نفسه بهما. وفي هذه السورة استعاذة بالله من الشرور الواقعة على الإنسان من الخارج ولا يمكنه دفعها كالليل والغاسق والحسد والسحر، وهي استعاذة من شرور المصائب. وفي هذه السورة استعاذة بالله وحده من شرور كثيرة.

## سورة الناس
سورة مكيّة وهي ثاني المعوذتين وفيها الاستجارة والاحتماء برب العالمين ﴿قُلْ أَعُوذُ بِرَبِّ النَّاسِ ۝١ مَلِكِ النَّاسِ ۝٢ إِلَهِ النَّاسِ ۝٣﴾ [الناس:1–3] من شر أشد الأعداء ابليس وأعوانه من شياطين الإنس والجن ﴿مِنْ شَرِّ الْوَسْوَاسِ الْخَنَّاسِ ۝٤﴾ الذين يغوون الناس بشتى أنواع الغواية ليضلوهم ويبعدوهم عن عبادة الله الواحد الديّان ﴿الَّذِي يُوَسْوِسُ فِي صُدُورِ النَّاسِ ۝٥ مِنَ الْجِنَّةِ وَالنَّاسِ ۝٦﴾ [الناس:5–6]. الاستعاذة في هذه السورة هي من شرور الإنسان الداخلية التي تقع عليه أم على غيره وهي استعاذة من المعايب. وفي هذه السورة استعاذة من شر واحد ألا وهو شر وسوسة الشيطان المهلكة بالرب والملك والإله. وكلمة الناس المتكررة كل منها تدل على معنى مختلف لتتناسب مع كلمة رب وملك وإله. فالناس الأولى أقل من الناس التي بعدها والأخيرة فقد تدرج معنى كلمة الناس من القلة إلى الكثرة على عكس كلمة الرب والملك والإله فقد تدرج من الكثرة إلى القلة، فالرب هو المرشد الموجة وقد يكون هناك العديد من المرشدين في المجتمع لكن لكل دولة ملك خاص بها والدنيا فيها ملوك كثر ولكن الإله واحد لا شريك له لكل الخلق من الإنس والجن. فالإله إله الخلق جميعاً وناسه كثر أما الملك فناسه أقل من الإله وكذلك الربّ ناسه أقل لأن الرب هو رب المؤمنين الطائعين فقط وليس كل الناس مؤمنين.
وهذه السورة اختتم بها آيات المصحف الشريف وهي خير ختام لهذا القرآن ويتناسب مع بدايته بسورة الفاتحة التي خاطب بها الله تعالى الناس بقوله ﴿الْحَمْدُ لِلَّهِ رَبِّ الْعَالَمِينَ ۝٢ الرَّحْمَنِ الرَّحِيمِ ۝٣﴾ [الفاتحة:2–3] ثم جاءت هذه السورة ﴿مِنَ الْجِنَّةِ وَالنَّاسِ ۝٦﴾ [الناس:6] لتشمل العالمين جميعاً وهم كلهم من بداية الأمر إلى نهايته يستعينون بالله تعالى ويلجأؤون إليه. ومن الملاحظ أن الله تعالى قدم الجنة على الناس لأن الجنّة هم الأصل في الوسوسة. هذا والله أعلم.
وهذا ختام هذا الجزء وختام القرآن الكريم الذي أوصيكم وأوصي نفسي بعدم هجره بأي طريقة من طرق الهجر ولا نكون ممن قال فيهم الرسول (إن قومي اتخذوا هذا القرآن مهجورا) ولنعمل به كما أوصانا رسولنا وقدوتنا محمد (تركت فيكم ما إن تمسكتم به لن تضلوا بعدي أبداً كتاب الله وسنتي). ومثل الذي يقرأ القرآن ولا يقرأه كمثل الحيّ والميت، فلنحيي قلوبنا وبيوتنا بالقرآن العظيم وبتدبر آياته واتّباع أوامره واجتناب نواهيه ولنتخلّق بأخلاقه ولنقيم حدوده ولنزداد من الحسنات لأن هذا القرآن العظيم هو كنز الحسنات فمن قرأ منه حرفاً فله به حسنة والحسنة بعشر أمثالها، لا أقول ألم حرف وأنما ألف حرف ولام حرف وميم حرف، فكيف بعد هذا النعيم كله وهذا الكنز العظيم يمكن لأحدنا أن يهجر هذا القرآن العظيم أو لا يتدبره فهو منهج حياة المسلم والذي يؤدي به إلى رضى الله تعالى وجنات عدن التي وعد الله عبادة المؤمنين بها، جعلنا الله وإياكم ممن يستمع القول فيتّبع أحسنه وممن يقيم حدود القرآن لا من يقيم حروفه ويضيّع حدوده ووفقنا جميعاً لفهم كتابه العزيز وتطبيق أحكامه والامتثال لأوامره حتى ننعم بسعادة الدارين ونكون من أهل القرآن وخاصته الذين هم أحباب الله تعالى وجعلنا الله تعالى ممن يشفع لهم القرآن يوم القيامة ويقول حرمته النوم بالليل فشفّعني فيه اللهم آمين . وهذا القرآن العظيم فيه شفاء للصدور والأمراض النفسية ومراد الله تعالى في هذا القرآن عظيم وهو صالح لكل زمان ومكان وفيه الخير لأمتنا ولا تنقضي عجائبه والغوص إلى أعماقه ليس بالأمر اليسير ولكن هذه الصفحات ما هي إلا محاولة بسيطة لسبر أغوار هذا الكنز العظيم ولتدبر آياته ومعانيه فالله تعالى نسأل التوفيق وأن يعلّمنا ما ينفعنا وينفعنا بما علّمنا وأن يزيدنا فهماً لكتابه وعملاً بأحكامه وما توفيقي إلا بالله العزيز الحكيم وآخر دعوانا أن الحمد لله رب العالمين والصلاة والسلام على المبعوث رحمة للعالمين أشرف الأنبياء والمرسلين وحبيبنا وقدوتنا وقرة أعيننا ودليلنا إلى الخير رسولنا محمد صلى الله عليه وسلم.
بعد أن تنتهوا نرجو ألا تنسوا الدعاء لنا (إخوتكم فريق Wikipedia).